# Denemo
Denemo ist ein grafisches Notensatzprogramm. Denemo ist Freie Software unter der GPL und basiert auf der freien Bibliothek GTK. Zur Ausgabe der gesetzten Noten in Druckqualität wird LilyPond benutzt. Mit einem internen Sampler können die Noten abgespielt werden. Wahlweise existiert auch eine flexiblere Schnittstelle über JACK.

## Philosophie
Ziel des Programms ist es, effektiv und in hoher Geschwindigkeit Notationen für das Notensatzprogramm LilyPond zu erstellen. Der Benutzer braucht dazu nicht die komplexe Lilypond-Syntax zu lernen. Komponieren, Transkribieren, Arrangieren und Playbackfunktionen werden durch die PC-Tastatur, MIDI-Keyboards oder ein Mikrofon gesteuert. Denemo soll nicht nur ein Notationsprogramm sein, sondern eine vollständige Komponier- und Renderumgebung (Noten→Klang).

## Datenformate
Denemo verwendet ein eigenes XML-Format zur Speicherung der Notendaten (Dateinamenserweiterung: .denemo). Alternativ werden folgende Formate unterstützt (Im- und Export):
- .mid (MIDI)
- .ly (LilyPond)

Es besteht außerdem die Möglichkeit, Dateien in den Formaten PDF oder PNG zu exportieren.